# الکساندروپولیس
شهر الکساندروپولیس در استان مقدونیه شرقی و تراکیه در کشور یونان واقع شده است که دارای جمعیت ۵۵٬۱۸۳  نفر می‌باشد.